# Pirata praedo
Pirata praedo là một loài nhện trong họ Lycosidae.
Loài này thuộc chi Pirata. Pirata praedo được Wladislaus Kulczynski miêu tả năm 1885.